# Simplicia inarcualis
Simplicia inarcualis là một loài bướm đêm trong họ Noctuidae.